# Městské opevnění (Vidnava)
Městské opevnění ve Vidnavě (okres Jeseník) je vymezeno ulicemi Klášterní, Smetanova, Školní a Zahradní. Bylo zapsáno do seznamu kulturních památek ČR před rokem 1988 a je součástí městské památkové zóny ve Vidnavě. 

## Historie
Založení města se datuje do období 1266–1267. V listině z roku 1291 potvrzuje vratislavský biskup Tomáš II. privilegia udělená jeho předchůdcem Tomášem I. Kozlowarogou někdy v letech 1266-1267 prvnímu fojtovi a lokátorovi Rüdigerovi Heldoremu z Vestfálska. Vidnava byla založena vratislavskými biskupy ve 13. století jako město v rámci kolonizace Jesenicka. Hradby, které vznikly bezpochyby se založením města, jsou doloženy v roce 1371. Oválné hradební opevnění mělo dvě brány. Horní na jihozápadě a Dolní na severovýchodě. V roce 1428 bylo město dobyto husity a vypáleno. Hradby byly zřejmě pobořeny. Na přelomu 15. a 16. století bylo vybudováno nové hradební opevnění, jehož součástí byl opevněný kostel svaté Kateřiny a tvrz fojta. Hradby bez věží a Dolní bránu, pří níž stála s hranolová věž zakončena atikou, dokládá Wernerova veduta z roku 1750. Na místě vodního příkopu, který byl zasypáván od 18. století, vznikaly zahrady a později i domy. S rozvojem města a dopravy na začátku 19. století bylo hradební opevnění postupně likvidováno. V roce 1830 byly zbořeny hradby na jihovýchodě města pro výjezd ve směru ke Zlatým horám a následně na severozápadě ve směru na Javorník. Největší část hradeb byla odstraněna v letech 1830–1834, na některých místech byly hradby sníženy. Podle katastrální mapy z roku 1836 už nebyly obě městské brány V roce 1973 byla opravena část zachovalých hradeb u kostela svaté Kateřiny. V roce 1982 se část hradeb u kostela zřítila, byla opravena a dostavěna v roce 1984.

## Popis
Město Vidnava mělo rozlohu asi 9 ha a bylo obehnáno oválnou hradbou. Na podélné severojižní ose vyrostly brány doložené v roce 1371, kdy se uvádí Vidnava jako zdmi opevněné město. Zachovalé zbytky opevnění pocházejí z přelomu 15. a 16. století. Hradby byly postaveny z lomového neomítaného zdiva. Na západní straně zámku se dochovala ohradní zeď s pozdně gotickým portálem z 15. století ve tvaru oslího hřbetu. Část zdi, která sousedila s farním kostelem, se zřítila v roce 1758. Severní zeď byla zbořena po roce 1906. Na hradební zdi je osázena pamětní deska hudebního skladatele Eduarda Schöna, rodáka ze Světlé Hory, který skládal pod pseudonymem Engelsberg. Zbytky hradeb z 15. a 16. století jsou dochovány ještě u čp. 20 a 74 i se zbytky dvou bašt.